# Olaf Magnusson
Olaf Magnusson (ur. w 1099, zm. 22 grudnia 1115 roku) – król Norwegii w latach 1103–1115. Współrządził wraz z dwoma braćmi, Eysteinem i Sigurdem. Jako najmłodszy i niepełnoletni nigdy nie objął samodzielnych rządów. W grudniu 1115 roku zachorował i zmarł mając 16 lat.